# Hypsiboas ornatissimus
La rainette très ornée or ranita adornada (Hypsiboas ornatissimus) es una especie de anfibios de la familia Hylidae.
Habita en Brasil, Colombia, Guayana Francesa, Guayana, Surinam y Venezuela.
Sus hábitats naturales incluyen bosques tropicales o subtropicales secos y a baja altitud, marismas de agua dulce y corrientes intermitentes de agua.